# كنار سياه (شميل)
کنار سیاه (بالفارسية: کنارسیاه) هي قرية تقع في إيران في قسم شميل الريفي. يقدر عدد سكانها بـ 81 نسمة بحسب إحصاء 2016.